# Republic of 2PM
Republic of 2PM è il primo album studio per il mercato giapponese (ed il terzo in tutto) del gruppo musicale sudcoreano 2PM, pubblicato il 30 novembre 2011 in tre edizioni: 2 CD+DVD ed una edizione regolare.

## Tracce
1. I'm Your Man - 3:14
2. Ultra Lover - 3:22
3. I'll Be Back (Japanese version) - 3:39
4. Stay With Me - 3:30
5. Without U (Japanese version) - 3:23
6. Crazy in Love - 3:31
7. 100th Day Anniversary (100日記念日, 100-Nichi kinenbi) - 3:47
8. Take Off - 3:24
9. Hands Up (Japanese version) - 3:21
10. Fate (運命, Unmei) - 3:40
11. Heartbeat (Japanese version) - 3:19
12. Even When We're Apart (離れていても, Hanarete ite mo) - 4:44

DVD "Tipo A"
1. "2010.12.8 Film documentario tenuto al Ryogoku Kokugikan [1st Contact in Japan]" (2010.12.8に両国国技館にて行われた「1st Contact in Japan」のライブ映像+その来日時のドキュメンタリームービー)

DVD "Tipo B"
1. Album jacket shooting (Offshot movie)
2. Take Off (video)
3. I'm Your Man (video)
4. Ultra Lover (video)
5. Hands Up (Japanese version) (video)

## Classifiche
| Classifica                 | Posizione massima |
| -------------------------- | ----------------- |
| Japan Oricon               | 4                 |
| Billboard Japan Top Albums | 4                 |